# Крумм Хендрік Арсенійович
Хендрік Арсенович Крумм (ест. Hendrik Krumm, 1934–1989) — естонський, радянський оперний співак (тенор), педагог . Народний артист СРСР (1980).

## Життєпис
Хендрік Крумм народився 21 грудня 1934 року в селі Лейсі повіту Сааремаа, Естонія.
Навчався у середній школі у Лейсі, займався легкою атлетикою. У 1953 році закінчив середню музичну школу в Таллінні. До навчання в консерваторії якийсь час навчався скульптурі в Державному інституті мистецтв Естонської РСР (нині Естонська академія мистецтв). У 1963 році закінчив Талліннську консерваторію (нині Естонська академія музики та театру) за класом Олександра Ардера .
З 1956 року — співак хору Естонського радіо.
З 1957 року — співак хору, з 1961-го і до кінця життя — соліст Естонського театру опери і балету (нині Національна опера «Естонія») в Таллінні .
У 1965–1968 роках стажувався в міланському театрі «Ла Скала» (Італія), де навчався у Дженнаро Барра, учня Енріко Карузо .
Вів концертну діяльність. Виступав як камерний співак. У репертуарі оперного співака були романси Георгія Свиридова та Сергія Рахманінова. Брав участь у виконанні ораторіально-кантатних творів — реквієму Дж. Верді, опери-ораторії « Цар Едіп» Ігоря Стравинського .
Співав на сцені Большого театру в Москві. Гастролював містами СРСР і за кордоном (Фінляндія, Польща, Італія, Угорщина, Швеція, США, Японія, Канада тощо) .
Виступав як оперний режисер (« Бал-маскарад» Дж. Верді (1985), « Кармен» Жоржа Бізе).
З 1976 року викладав у Талліннській консерваторії (з 1981 року — доцент).
Депутат Верховної Ради Естонської РСР 10-го скликання.
Помер 12 квітня 1989 року на 55-му році життя в Таллінні під час хірургічної операції внаслідок потрапляння тромба у серце. Похований на Лісовому цвинтарі.

### Родина
- Брат — Лембіт Крумм (1928—2016), учений, член Академії наук Естонії
- Дружина — Берта Крумм
  - Син — Андрес
- Дружина (з 1974) — Катрін Карісма-Крумм (нар. 1947), актриса, співачка та політик.
  - Донька — Марі

## Звання та нагороди
- Заслужений артист Естонської РСР (1968)
- Народний артист Естонської РСР (1974)
- Народний артист СРСР (1980)[3]
- Орден «Знак Пошани»
- Премія Театрального союзу Естонії (1968) — за роль Манріко в опері " Трубадур " Дж. Верді
- Премія ім. Георга Отса (1983)
- Премія музичного театру (1988).

## Партії
- 1957 — «Казки Гофмана» Ж. Оффенбаха — «Натаніель»
- 1959 — «Царева наречена» Миколи Римського-Корсакова — Ликов
- 1960, 1985 — «Бал-маскарад» Дж. Верді — «Густав III»
- 1961 — «Іоланта» Петра Чайковського — «Водемон»
- 1962, 1977 — «Богема» Дж. Пуччіні — «Рудольф»
- 1963, 1982 — «Кармен» Ж. Бізе — Дон Хосе
- 1964 — «Аїда» Дж. Верді — Радамес
- 1965, 1974 — Травіата Дж. Верді — Альфред
- 1967 — «Трубадур» Дж. Верді — Манріко
- 1968 — «Ріголетто» Дж. Верді — Герцог
- 1969 — «Джоконда» А. Понк'єллі — «Енцо»
- 1969 — «Вікінги» («Вікерці») Е. Аав — Юло
- 1970, 1984 — «Лючія ді Ламмермур» Г. Доніцетті — Едгар
- 1970 — «Юха» А. Меріканто — Шамейка
- 1971 — «Дон Карлос» Дж. Верді — Дон Карлос
- 1974 — «Вогні помсти» Еугена Каппа — «Неемі»
- 1974 — «Дон Паскуале» Г. Доніцетті — Ернесто
- 1976 — «Сірано де Бержерак» Ейно Тамберга — Крістіан
- 1976 — «Аттіла» Дж. Верді — Форесто
- 1977 — Леді Макбет Мценського повіту Дмитра Шостаковича — «Сергій»
- 1978 — «Сільська честь» П. Масканьї — «Туридду»
- 1979 — «Дочка полку» Г. Доніцетті — Тоніо
- 1980 — «Борис Годунов» Модеста Мусоргського — «Шуйський»
- 1981 — «Луїза Міллер» Дж. Верді — «Рудольф»
- 1983 — «Продана наречена» Б. Сметани — Jenik
- 1984 — «Летючий голландець» Р. Вагнера — Tüürimees
- 1986 — «Граф Люксембург» Ф. Легара — Рені
- 1987 — «Хованщина» Модеста Мусоргського — Голіцин
- 1988 — «Казки Гофмана» Ж. Оффенбаха — Гофман
- 1988 — «Мефістофель» А. Бойто — Фауст
- «Беатріче і Бенедикт» Г. Берліоза — Бенедикт.

## Фільмографія
- 1974 — Бал в опері — Хендрік Крумм

## Записи та література
- Антологія. Хендрік Крумм — арії, дуети та пісні. (Естонське радіо, 2004; 4 компакт-диски)
- Хельга Тінсон — Хендрік Крумм (Естонська книга, Таллінн, 1984)

## Ушанування пам'яті
- З 1995 року на Сааремаа присуджуються стипендії у сфері культури імені Хендріка Крумма[джерело?].
- З 2005 року, в рамках фестивалю « Курессаарські Дні Опери» (острів Сааремаа, Естонія) проводиться конкурс молодих виконавців імені Хендріка Крума.